# Єманов Олексій Петрович
Олексі́й Петро́вич Єма́нов (1988—2014) — солдат Збройних сил України, учасник російсько-української війни.

## З життєпису
Народився 1988 року в місті Кривий Ріг (Дніпропетровська область). Закінчив 2006 року криворізький центр професійної освіти металургії та машинобудування — машиніст крану. Любив займатися спортом. Відслужив строкову службу в 2006—2007 роках.
У часі війни з березня 2014-го — військовик. Не чекаючи повістки з паспортом пішов у воєнкомат. Гранатометник, 25-та окрема повітряно-десантна бригада. В липні 2014го побував вдома у відпустці; розповідав про вороже ставлення місцевого населення на Донбасі.
17 серпня 2014-го загинув під час пошуково-ударних дій при обстрілі терористів. Тоді ж полягли капітани Ричков Вадим Володимирович та Шевчук Сергій Мирославович; лейтенант Коза Денис Євгенович; лейтенант Гаврюшин Денис Юрійович; старші сержанти Король Віталій Сергійович, Ятченко Сергій Олександрович; молодші сержанти Маковей Сергій Олександрович і Федчук Сергій Володимирович; старший солдат Вакулич Володимир Володимирович; солдат Приходько Дмитро Вікторович.
Вдома залишилися батько Петро і мама Лариса Михайлівна Єманови.

## Нагороди та вшанування
- 14 листопада 2014 року за особисту мужність і героїзм, виявлені у захисті державного суверенітету та територіальної цілісності України, вірність військовій присязі під час російсько-української війни, відзначений — нагороджений орденом «За мужність III ступеня» (посмертно)
- Криворізька міська рада посмертно його відзначила почесним знаком «За заслуги перед містом»
- в криворізькому центрі професійної освіти металургії та машинобудування відкрито меморіальну дошку честі Олексія Єманова.
- Його портрет розміщений на меморіалі «Стіна пам'яті полеглих за Україну» у Києві: секція 2, ряд 10, місце 30.
- Вшановується 17 серпня на щоденному ранковому церемоніалі вшанування українських захисників, які загинули цього дня у різні роки внаслідок російської збройної агресії[1]
- відзнака Всеукраїнської ГО "Спілка ветеранів та працівників силових структур України «ЗВИТЯГА» «Орден „За вірність присязі“».